# Рік до дати
Рік до дати (англ. Year-to-date; або скорочення YTD) — період, починаючи з початку поточного року (календарного або фінансового) і до сьогоднішнього дня. Рік до дати використовується в багатьох контекстах, головним чином, для запису результатів діяльності в період між датою і початком року. У контексті фінансів, YTD часто використовується у фінансовій звітності, яка деталізує результати діяльності суб'єкта господарювання. Забезпечення поточних результатів YTD та результатів YTD протягом одного або декількох минулих років станом на цю ж дату дозволяє власникам, менеджерам, інвесторам та іншим зацікавленим сторонам порівняти поточну продуктивність компанії з минулим періодом.